# Norra Esbo
Norra Esbo (finska: Pohjois-Espoo) är ett storområde i Esbo stad. Esbo stad är indelat i sju storområden och storområdesindelningen används av stadens administration. Stadsdelar i Norra Esbo är Bodom, Kalajärvi, Gunnars, Lahnus, Lakisto, Luk, Nipert, Grundbacka, Rödskog, Gammelgård och Vällskog.